# Metacercops hexactis
Metacercops hexactis är en fjärilsart som först beskrevs av Edward Meyrick 1932.  Metacercops hexactis ingår i släktet Metacercops och familjen styltmalar.
Artens utbredningsområde är Etiopien. Inga underarter finns listade i Catalogue of Life.